# Grand Prix automobile d'Europe 1985
Résultats du Grand Prix automobile d'Europe de Formule 1 1985 qui a eu lieu sur le circuit de Brands Hatch en Angleterre le 6 octobre.

## Désignation du circuit
En août 1983, quelques semaines après le titre de champion d'Italie de l'AS Roma, Enzo Ferrari propose à Ugo Vetere, le maire de Rome, d'organiser un Grand Prix dans les rues de la capitale afin de concurrencer la passion des Romains pour le football.
Le 21 octobre 1983, lors d'une conférence de presse, Enzo Ferrari annonce qu'un accord est conclu entre la municipalité de Rome, Bernie Ecclestone et la Commissione Sportiva Automobilistica Italiana pour l'organisation d'un Grand Prix à Rome dans le quartier Esposizione Universale di Roma en 1984 ou 1985.
En juillet 1984, la Fédération internationale du sport automobile désigne deux circuits pour accueillir le Grand Prix d'Europe prévu le 22 septembre : celui de Rome et celui de Brands Hatch en Angleterre.
En octobre 1984, Rome est désigné comme circuit de réserve du Grand Prix de New York en cas d'annulation de ce dernier,. Puis, après le forfait du Grand Prix de Dallas pour la saison 1985, l'épreuve texane est remplacée par le Grand Prix d'Europe qui devra se disputer à Rome le 13 octobre,.
Le 14 février 1985, la FISA inspecte le circuit de l'Esposizione Universale di Roma mais, guère satisfaite, propose de relocaliser la course dans le quartier romain d'Ostie. En raison de problèmes écologiques, le conseil municipal romain retire son soutien au projet.
Le président de l'ACI, Rosario Alessi, et le président de la CSAI, Fabrizio Serena, annoncent à la FISA le retrait du circuit romain pour l'accueil du Grand Prix d'Europe. Le circuit de Brands Hatch est alors désigné pour organiser la course, le 6 octobre.

## Résultats des qualifications
| Pos | No | Pilote             | Écurie                 | Q1       | Q2       | Écart  |
| --- | -- | ------------------ | ---------------------- | -------- | -------- | ------ |
| 1   | 12 | Ayrton Senna       | Lotus-Renault          | 1:08.020 | 1:07.169 | —      |
| 2   | 7  | Nelson Piquet      | Brabham-BMW            | 1:09.204 | 1:07.482 | +0.313 |
| 3   | 5  | Nigel Mansell      | Williams-Honda         | 1:10.537 | 1:08.059 | +0.890 |
| 4   | 6  | Keke Rosberg       | Williams-Honda         | 1:09.277 | 1:08.197 | +1.028 |
| 5   | 25 | Philippe Streiff   | Ligier-Renault         | 1:10.396 | 1:09.080 | +1.911 |
| 6   | 2  | Alain Prost        | McLaren-TAG            | 1:10.345 | 1:09.429 | +2.260 |
| 7   | 8  | Marc Surer         | Brabham-BMW            | 1:09.762 | 1:09.913 | +2.593 |
| 8   | 16 | Derek Warwick      | Renault                | 1:11.014 | 1:09.904 | +2.735 |
| 9   | 11 | Elio de Angelis    | Lotus-Renault          | 1:11.530 | 1:10.014 | +2.845 |
| 10  | 26 | Jacques Laffite    | Ligier-Renault         | 1:11.312 | 1:10.081 | +2.912 |
| 11  | 22 | Riccardo Patrese   | Alfa Romeo             | 1:10.963 | 1:10.251 | +3.082 |
| 12  | 18 | Thierry Boutsen    | Arrows-BMW             | 1:10.918 | 1:10.323 | +3.154 |
| 13  | 28 | Stefan Johansson   | Ferrari                | 1:11.309 | 1:10.517 | +3.348 |
| 14  | 20 | Piercarlo Ghinzani | Toleman-Hart           | 1:13.517 | 1:10.570 | +3.401 |
| 15  | 27 | Michele Alboreto   | Ferrari                | 1:10.877 | 1:10.659 | +3.490 |
| 16  | 3  | Martin Brundle     | Tyrrell-Renault        | 1:11.296 | 1:10.731 | +3.562 |
| 17  | 15 | Patrick Tambay     | Renault                | 1:13.048 | 1:10.934 | +3.765 |
| 18  | 23 | Eddie Cheever      | Alfa Romeo             | 1:12.766 | 1:11.500 | +4.331 |
| 19  | 17 | Gerhard Berger     | Arrows-BMW             | 1:11.608 | 1:11.638 | +4.439 |
| 20  | 19 | Teo Fabi           | Toleman-Hart           | 1:13.024 | 1:12.090 | +4.921 |
| 21  | 1  | John Watson        | McLaren-TAG            | 1:12.496 | 1:12.516 | +5.327 |
| 22  | 33 | Alan Jones         | Lola-Hart              | 1:14.050 | 1:13.084 | +5.915 |
| 23  | 9  | Philippe Alliot    | RAM-Hart               | 1:14.355 | 1:13.537 | +6.368 |
| 24  | 4  | Ivan Capelli       | Tyrrell-Renault        | 1:16.879 | 1:13.721 | +6.552 |
| 25  | 30 | Christian Danner   | Zakspeed               | 1:15.947 | 1:15.054 | +7.885 |
| 26  | 29 | Pierluigi Martini  | Minardi-Motori Moderni | 1:16.642 | 1:15.127 | +9.473 |
| Nq  | 24 | Huub Rothengatter  | Osella-Alfa Romeo      | 1:16.994 | 1:18.022 | +9.825 |

## Classement
| Pos. | No | Pilote             | Écurie                 | Tours | Temps/Abandon                      | Grille | Points |
| ---- | -- | ------------------ | ---------------------- | ----- | ---------------------------------- | ------ | ------ |
| 1    | 5  | Nigel Mansell      | Williams-Honda         | 75    | 1 h 32 min 58 s 109 (203,634 km/h) | 3      | 9      |
| 2    | 12 | Ayrton Senna       | Lotus-Renault          | 75    | + 21 s 396                         | 1      | 6      |
| 3    | 6  | Keke Rosberg       | Williams-Honda         | 75    | + 58 s 533                         | 4      | 4      |
| 4    | 2  | Alain Prost        | McLaren-TAG            | 75    | + 1 min 06 s 121                   | 6      | 3      |
| 5    | 11 | Elio De Angelis    | Lotus-Renault          | 74    | + 1 tour                           | 9      | 2      |
| 6    | 18 | Thierry Boutsen    | Arrows-BMW             | 73    | + 2 tours                          | 12     | 1      |
| 7    | 1  | John Watson        | McLaren-TAG            | 73    | + 2 tours                          | 21     |        |
| 8    | 25 | Philippe Streiff   | Ligier-Renault         | 73    | + 2 tours                          | 5      |        |
| 9    | 22 | Riccardo Patrese   | Alfa Romeo             | 73    | + 2 tours                          | 11     |        |
| 10   | 17 | Gerhard Berger     | Arrows-BMW             | 73    | + 2 tours                          | 19     |        |
| 11   | 23 | Eddie Cheever      | Alfa Romeo             | 73    | + 2 tours                          | 18     |        |
| 12   | 15 | Patrick Tambay     | Renault                | 72    | + 3 tours                          | 17     |        |
| Abd. | 8  | Marc Surer         | Brabham-BMW            | 62    | Turbo                              | 7      |        |
| Abd. | 28 | Stefan Johansson   | Ferrari                | 59    | Alternateur                        | 13     |        |
| Abd. | 26 | Jacques Laffite    | Ligier-Renault         | 58    | Moteur                             | 10     |        |
| Abd. | 30 | Christian Danner   | Zakspeed               | 55    | Turbo                              | 25     |        |
| Abd. | 4  | Ivan Capelli       | Tyrrell-Renault        | 44    | Accident                           | 24     |        |
| Abd. | 3  | Martin Brundle     | Tyrrell-Renault        | 40    | Fuite d'eau                        | 16     |        |
| Abd. | 19 | Teo Fabi           | Toleman-Hart           | 33    | Moteur                             | 20     |        |
| Abd. | 9  | Philippe Alliot    | RAM-Hart               | 31    | Surchauffe                         | 23     |        |
| Abd. | 20 | Piercarlo Ghinzani | Toleman-Hart           | 16    | Pression d'huile                   | 14     |        |
| Abd. | 33 | Alan Jones         | Lola-Hart              | 13    | Radiateur                          | 22     |        |
| Abd. | 27 | Michele Alboreto   | Ferrari                | 13    | Turbo                              | 15     |        |
| Abd. | 7  | Nelson Piquet      | Brabham-BMW            | 6     | Collision                          | 2      |        |
| Abd. | 16 | Derek Warwick      | Renault                | 4     | Alimentation                       | 8      |        |
| Abd. | 29 | Pierluigi Martini  | Minardi-Motori Moderni | 3     | Accident                           | 26     |        |
| Nq.  | 24 | Huub Rothengatter  | Osella-Alfa Romeo      |       | Non qualifié                       |        |        |

## Pole position et record du tour
- Pole position : Ayrton Senna en 1 min 07 s 169 (vitesse moyenne : 225,479 km/h).
- Meilleur tour en course : Jacques Laffite en 1 min 11 s 526 au 55e tour (vitesse moyenne : 211,744 km/h).

## Tours en tête
- Ayrton Senna : 8 (1-8)
- Nigel Mansell : 67 (9-75)

## Statistiques
- 1re victoire en Grand Prix pour Nigel Mansell.
- 20e victoire pour Williams en tant que constructeur.
- 5e victoire pour Honda en tant que motoriste.